# Essex Arrows Baseball Club
Uniformes
L'Essex Arrows Baseball Club est un club de baseball britannique basé à Waltham Abbey (Essex) en Angleterre. Les Arrows évoluent en National League, la première division britannique, depuis la saison 2010.

## Histoire
Créés en 1984, les Arrows signent une saison parfaite en 2009 en AAA, deuxième niveau de la hiérarchie britannique, et sont promus parmi l'élite. En 2010, les Arrows terminent huitièmes et derniers de la poule unique de la National League avec 4 victoires pour 24 défaites. La National League passant de huit à dix clubs en 2011, les Essex Arrows sont maintenus au plus haut niveau.